# Lycée Sainte-Marie Grand Lebrun
 (janvier 2023).
L'ensemble scolaire Sainte-Marie Grand Lebrun est un établissement d'enseignement primaire, secondaire et supérieur privé catholique sous contrat d'association avec l’État, situé au 164, avenue Charles-de-Gaulle, dans le quartier de Caudéran à Bordeaux, qui compte actuellement environ 2600 élèves. 
Grand Lebrun est reconnu pour ses excellents résultats au baccalauréat, ce qui en fait le meilleur lycée de la région Nouvelle-Aquitaine et le place régulièrement dans le top 100 des meilleurs lycées de France.

## Historique
Son origine remonte au XIXe siècle, puisqu'il est héritier du premier collège secondaire marianiste établi en 1819 rue des Menuts puis rue du Mirail à Bordeaux. En 1894, les marianistes acquièrent à Caudéran (qui est alors une commune, avant de fusionner avec celle de Bordeaux en 1965) la propriété de Grand Lebrun, qu'avait fait bâtir Philippe Antoine Amédée Lebrun (1749-1794) à la fin du XVIIIe siècle, dans le plus pur style classique cher à l'époque. Ils y font bâtir le « grand bâtiment » au milieu d'un vaste parc. D'autres bâtiments verront le jour dans la seconde partie du XXe siècle (réfectoires, gymnase, nouvelles salles de classe...) et en 1964, l'atelier d'architecture Salier Lajus Courtois Sadirac obtint la réalisation d'une nouvelle chapelle (l'ancienne était dans le bâtiment ajouté derrière le pavillon d'origine de la propriété Lebrun) : la chapelle Notre-Dame des Grâces est construite dans le parc et consacrée par le cardinal Paul Richaud le 3 juillet 1965.
Durant la Première Guerre mondiale, l'établissement est réquisitionné pour y installer un hôpital militaire (« hôpital complémentaire n°4 ») qui reçoit des blessés de toutes origines, y compris des soldats allemands.

## Classement du lycée
En 2025, le lycée se classe comme le meilleur lycée de la ville de Bordeaux mais aussi comme meilleur lycée de Gironde et de la région Nouvelle-Aquitaine. De plus, le lycée se classe parmi les 100 meilleurs lycées de France avec une 77e place au classement du Figaro Etudiant. Le classement s'établit sur trois critères : le taux de réussite au bac, la proportion d'élèves de terminale qui obtient le baccalauréat en ayant effectué l'ensemble des années de lycée au sein de l'établissement, et la valeur ajoutée (calculée à partir de l'origine sociale des élèves, de leur âge et de leurs résultats au diplôme national du brevet).

## Classes préparatoires
Depuis 1977, le lycée Grand Lebrun abrite une CPGE économique et commerciale, et une classe en MPSI/MP à partir de 2015. Du fait de la réforme du lycée Blanquer, les classes préparatoires sont devenues à la rentrée 2022 des classes ECG, proposant les parcours Mathématiques appliquées ou Mathématiques approfondies, et Économie-sociologie-histoire ou Histoire-géographie-géopolitique.
Le classement national des classes préparatoires aux grandes écoles (CPGE) se fait en fonction du taux d'admission des élèves dans les grandes écoles.
En 2024, Le Figaro donne le classement suivant pour les concours de 2023 :
| Filière | Élèves admis dans une grande école* | Taux d'admission* | Taux moyen sur 5 ans | Classement national | Évolution sur un an |
| --- | ----------------------------------- | ----------------- | -------------------- | ------------------- | ------------------- |
| ECG | 48 / 65 élèves                      | 73,8 %            | nd                   | 65e sur 143         | nd                  |
| MP | 42 / 47 élèves                      | 89,4 %            | nd                   | 91e sur 116         | nd                  |
| Source : Classement 2024 des classes préparatoires du Figaro (concours 2023) * le taux d'admission dépend des grandes écoles retenues par l'étude. |                                     |                   |                      |                     |                     |

## Anciens élèves célèbres
- Guy Antoune, parlementaire

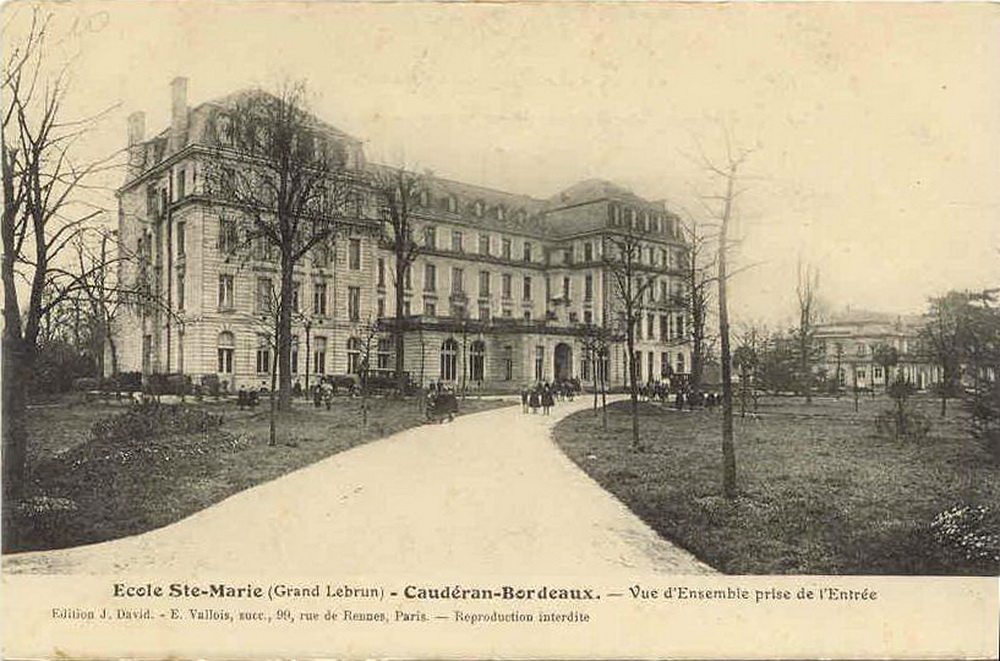
Vue du Grand Collège (carte postale de J. David & E. Vallois, ca. 1910-1920).

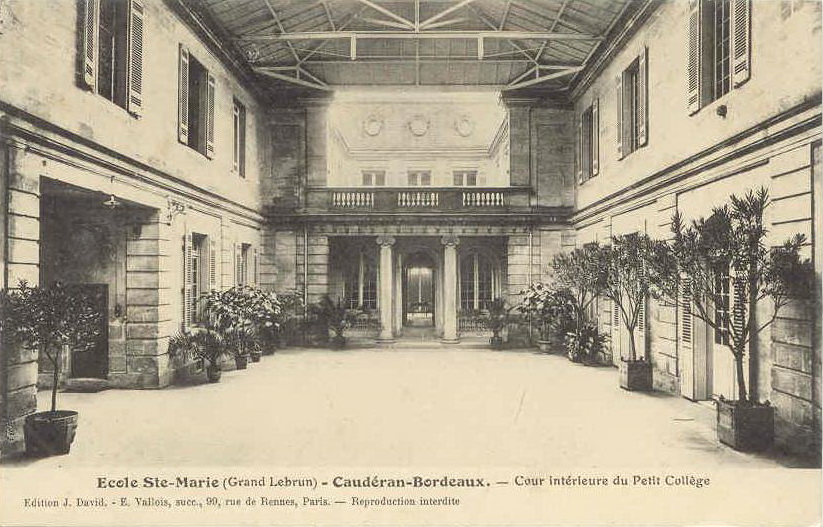
Cour intérieur du Petit Collège (carte postale de J. David & E. Vallois, ca. 1910-1920).

- Patrick Baudry, pilote et astronaute[4]
- André Bégouin, parlementaire
- Xavier Bout de Marnhac, général de corps d'armée
- Raymond Brun, parlementaire, président du conseil général de la Gironde
- Charles Chauderlot, artiste peintre
- Bruno Clément-Bollée, général de corps d'armée
- Christian Combaz, écrivain
- Didier Couécou, ex-footballeur international français et triple champion de France
- Pierre Daguerre, préfet et écrivain
- Denis Dubourdieu, célèbre œnologue, surnommé le pape du blanc
- Christian Duverger, mésoaméricaniste, recteur d'Académie
- Maurice Duverger, juriste et parlementaire
- Loïc Hennekine, ambassadeur de France
- Pascal Houzelot, PDG de la chaine Pink TV
- François Jauffret, joueur de tennis
- Jean-Paul Jauffret, œnologue, chef d'entreprise et joueur de tennis
- Jean Lacouture, journaliste, historien et écrivain
- Xavier Léon-Dufour, théologien
- Carl Le Coq de Kerland, as de l'aviation, membre du Conseil constitutionnel
- Jacques Le Tanneur, artiste illustrateur
- Stéphane Lhomme, militant anti-nucléaire[5]
- Joseph-Marie Martin, cardinal-archevêque de Rouen
- Francois Mauriac, prix Nobel de littérature, membre de l'Académie française
- Christian Morin, présentateur de jeux télévisés, clarinettiste et acteur
- Marc Oraison, prêtre, médecin, psychanalyste et écrivain
- Le groupe Partenaire Particulier, connu dans les années 1980 pour son titre éponyme. Les deux fondateurs Éric Fettweis et Dominique Delaby ont fréquenté l'établissement.
- Marc Planus, footballeur international jouant aux Girondins de Bordeaux

- Pascal Ribéreau-Gayon, universitaire français ancien directeur de l'Institut d'œnologie de l'université Bordeaux-II
- Alain de Sérigny, journaliste
- Tadashi Tokieda, mathématicien
- William Téchoueyres, ancien joueur international de rugby à XV et chef d'entreprise

## Amphithéâtre
Le lycée dispose d'un amphithéâtre se trouvant à l'endroit où se trouvait auparavant une piscine, et pouvant contenir près de 160 personnes. Ce lieu de conférence a accueilli de nombreuses personnalités littéraires et religieuses telles que Cynthia Fleury, Colette Nys-Mazure ou Mohamed Nabil Benabdallah ou encore plus récemment Jean-Marc Daniel et Frédéric Encel. Le lieu sert aussi de centre d'examen pour le bac de français, les concours Ecricome et E3A.